# 共和城

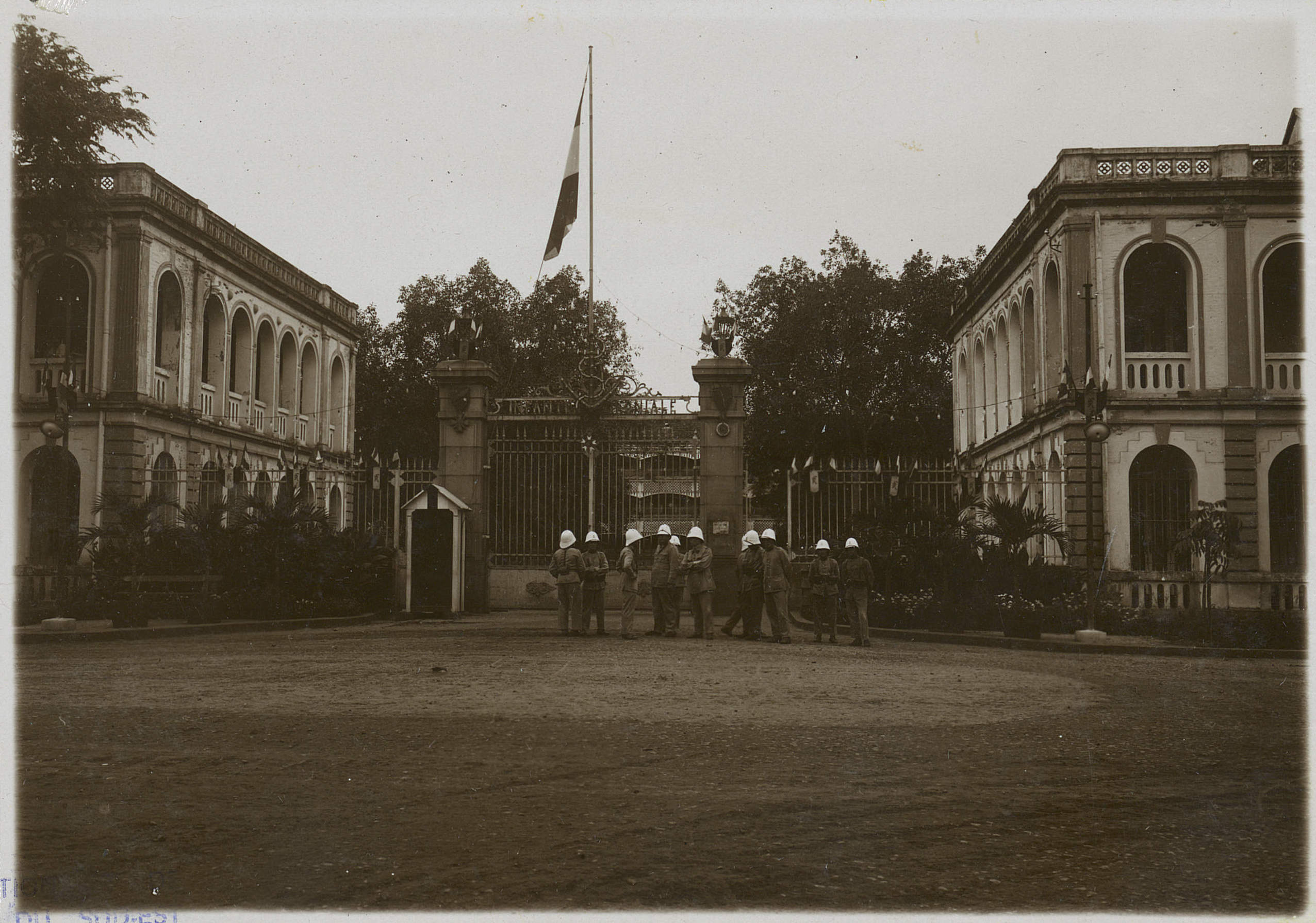
1928-30 年的步兵兵营（The Caserne de l'Infanterie）

共和城（越南语：／）是越南共和国总统府卫兵联合旅的军营。它位于西贡市中心，靠近嘉隆宫和独立宫。
该军营最初由法国人于1870年3月在阮朝明命帝时期建造的凤城遗址上建造，名为步兵兵营（法語：Caserne de l'Infanterie）。1945年3月日本在法属印度支那发动政变后，兵营改为监狱被用来监禁法国士兵和官员。 1956年，吴廷琰总统将法军步兵兵营更名为共和城，并将其用作总统卫队的总部和营房。  :279-80
1963年政变期间，阮文紹上校指挥的第五步兵师袭击了该军营和嘉隆宫。在军营里，第5师的装甲和炮兵部队与同样配备坦克、火炮、迫击炮和机枪的警卫部队对峙。 :409-10但是，叛军的炮兵很快将军营夷为废墟，而卫队部队则进行还击，对周围地区造成破坏。  :410–2
军营在1963年政变中大部分被毁，现在军营唯一保留的部分是位于今胡志明市丁先皇坊两侧黎笋大道2a号的两座门楼。